# Piz di Fora
Piz di Fora är en bergstopp i Schweiz på gränsen till Italien.   Den ligger i regionen Maloja och kantonen Graubünden, i den sydöstra delen av landet, 190 km öster om huvudstaden Bern. Toppen på Piz di Fora är 3 363 meter över havet, eller 790 meter över den omgivande terrängen. Bredden vid basen är 8,5 km. Piz di Fora ingår i Bernina.
Terrängen runt Piz di Fora är huvudsakligen bergig. Runt Piz di Fora är det ganska glesbefolkat, med 27 invånare per kvadratkilometer.. Närmaste större samhälle är St. Moritz, 18,0 km norr om Piz di Fora. 
Trakten runt Piz di Fora består i huvudsak av gräsmarker.